# Festgræs
Festgræs (Hierochloë odorata) er en 25-60 centimeter høj, flerårig plante i græs-familien. Arten er udbredt i Nordvest-, Central- og Østeuropa til Vestsibirien samt i Island, Grønland og det nordøstlige Nordamerika. I Danmark er den temmelig sjælden på fugtige enge og langs bredden af søer og vandløb på kalkrig bund. Festgræs blomstrer i april og maj med 3-blomstrede småaks med gennemskinnelige yderavner, der ofte er violet anløbne. Den kan optræde i store bestande på grund af vegetativ formering ved sin krybende jordstængel.

## Vellugt
Festgræs er vellugtende og blev tidligere strøet ved kirkedøren på højtidsdage, så dens duft kunne sprede sig.
Af samme grund brugte flere prærieindianere planten til røgelse i flere ceremonier.